# 盖茨氏蚜蝇
盖茨氏蚜蝇（英文：Bill Gates' Flower Fly；學名：Eristalis gatesi）是一种在哥斯达黎加的昆虫，在哥斯达黎加高山的森林內发现。由于这是一个新的品种，现时昆虫学家对这新品种还未有足夠的认识。哥斯达黎加的昆虫学家为表彰世界首富比尔·盖茨对昆虫学研究的慷慨贡献(捐助)，将其命名为盖茨氏蚜蝇。